# Lokomotiva EP03

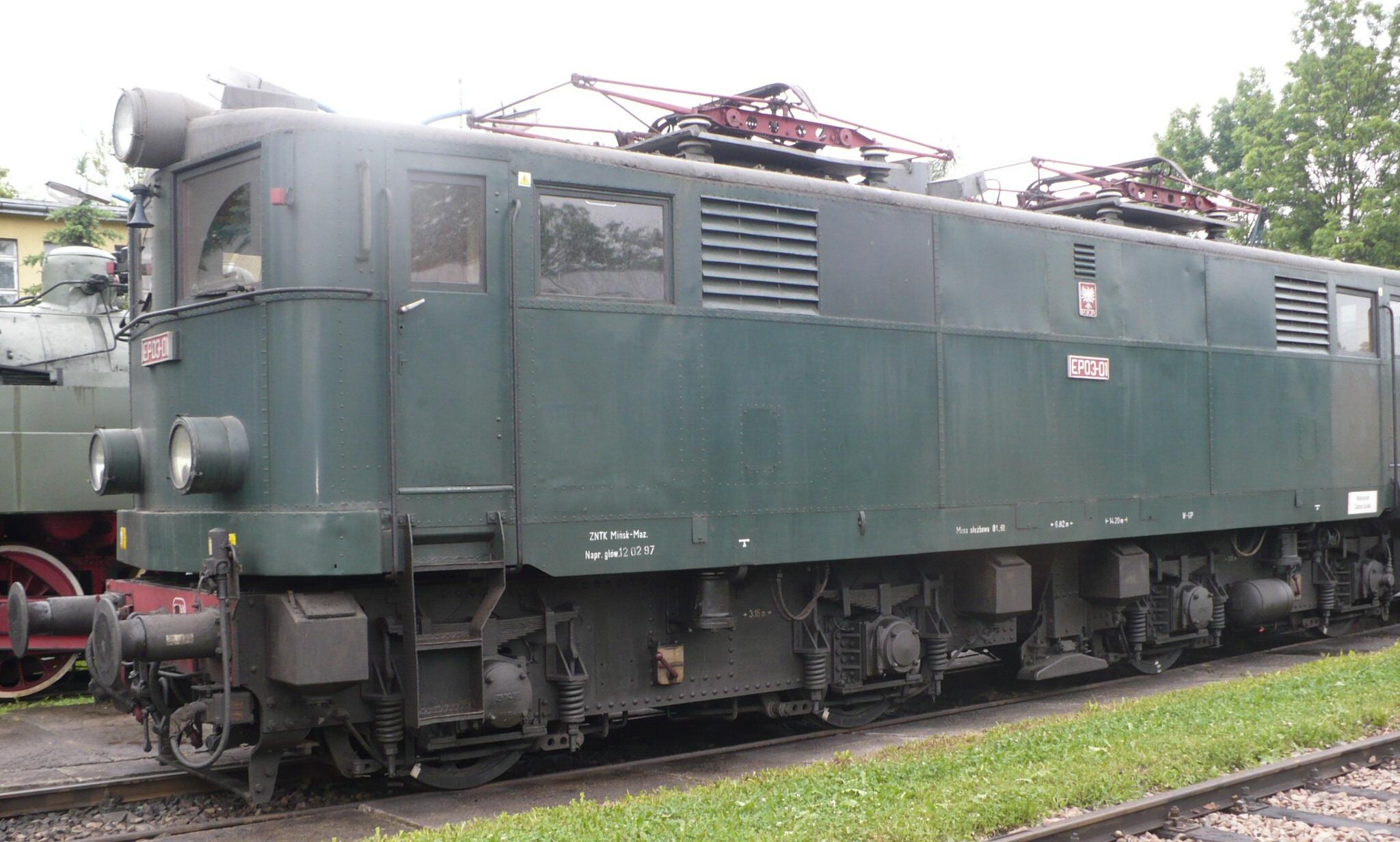
Lokomotiva EP03-01 v Chabówce

Lokomotivy řady EP03 jsou čtyřnápravové stejnosměrné elektrické lokomotivy, které pro polské železnice Polskie Koleje Państwowe dodala švédská společnost ASEA v roce 1951 v počtu 8 kusů.

## Technické údaje
Lokomotiva má uspořádání pojezdu Bo' Bo'. Čtyři trakční motory mají celkový výkon 1630 kW. Maximální rychlost lokomotivy je 100 km/h. Lokomotiva má hmotnost ve službě 80 tun a délku 14 170 mm.